# Cálamis

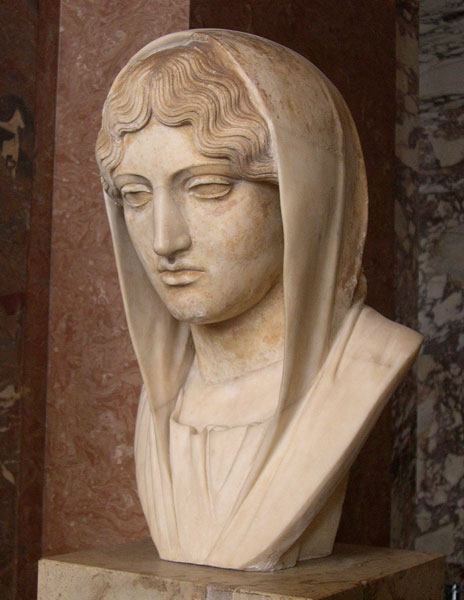
Busto de la Afrodita Sosandra, copia romana del

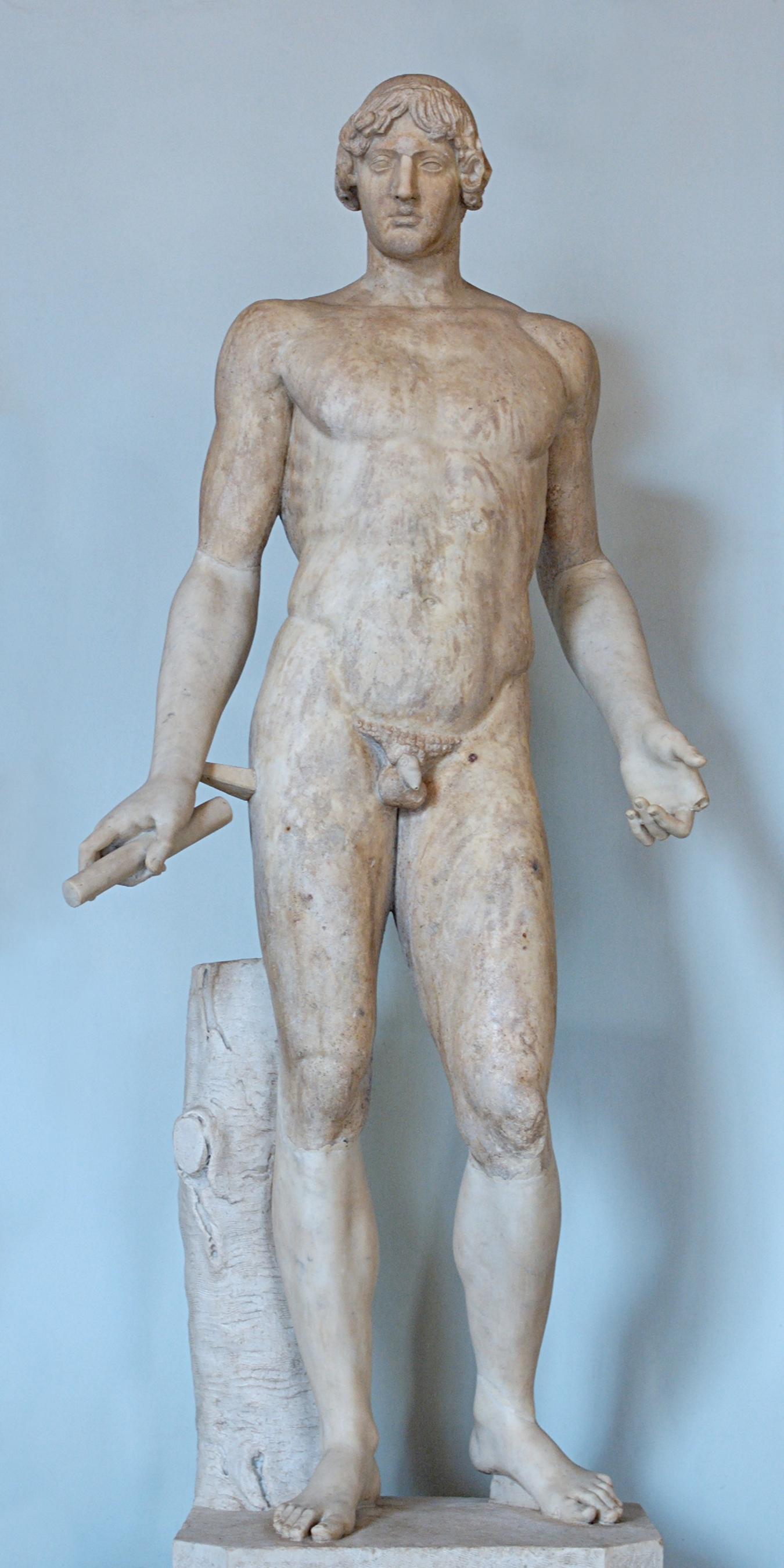
Apolo Omphalos, copia romana (Museos Capitolinos).

Cálamis (Κάλαμις) fue un escultor griego clásico del siglo V a. C. Posiblemente era beocio, pero nada seguro se sabe de su vida, hasta el punto que hay quien identifica dos "Cálamis" distintos en ese siglo: uno al comienzo, asociable al estilo severo, y otro, que podría ser su nieto, en la segunda mitad, que sería el "Cálamis" citado por Pausanias como maestro de Praxias (uno de los escultores, junto con Andróstenes -ambos atenienses-, de los desaparecidos frontones del templo de Apolo en Delfos, al comienzo del siglo IV a. C.)
Se dice que Cálamis trabajó tanto el mármol como el bronce, el oro y el marfil, y que destacó en el género animalístico por sus representaciones de caballos, especialmente por su escultura en bronce del caballo llamado Pherenikos, que le encargó Hierón de Siracusa para Olimpia y por su escultura en mármol del auriga Nicómaco, para Istmia. Según Pausanias fue autor de una estatua de Zeus-Amón (ofrendada por Píndaro) y otra de Hermes Crioforo (Κριοφόρος -"que lleva un carnero"-) para Tanagra, que aparece en monedas de esa ciudad de época romana. También se le atribuye la autoría de una estatua crisoelefantina de Asclepio imberbe, de una Niké ("Victoria") y de un Dioniso. Su obra más ambiciosa fue una estatua de Apolo de 30 codos (9 metros) de alto para Apolonia Póntica (actual Isla de San Iván, Sozopol, costa búlgara del Mar Negro), que fue llevada a Roma por Lucio Licinio Lúculo. Su Afrodita Sosandra (Σωσάνδρα -"salvadora de hombres"-) de bronce de la Acrópolis de Atenas fue elogiada por Luciano de Samosata, y posiblemente fue usada como modelo para el retrato de Aspasia de Mileto que a su vez originó un modelo de retrato romano. Se le atribuye una estatua de Apolo Ónfalo o Alexikakos inicialmente en el Cerámico de Atenas, y muy copiada en época romana. El descubrimiento del Dios del cabo Artemisio, de autor desconocido, hizo que se considerara a Cálamis su autor, pero no deja de ser un mera conjetura.

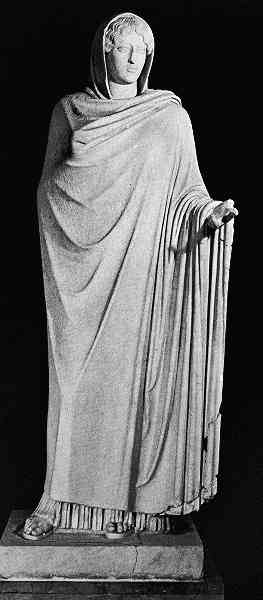
Afrodita Sosandra
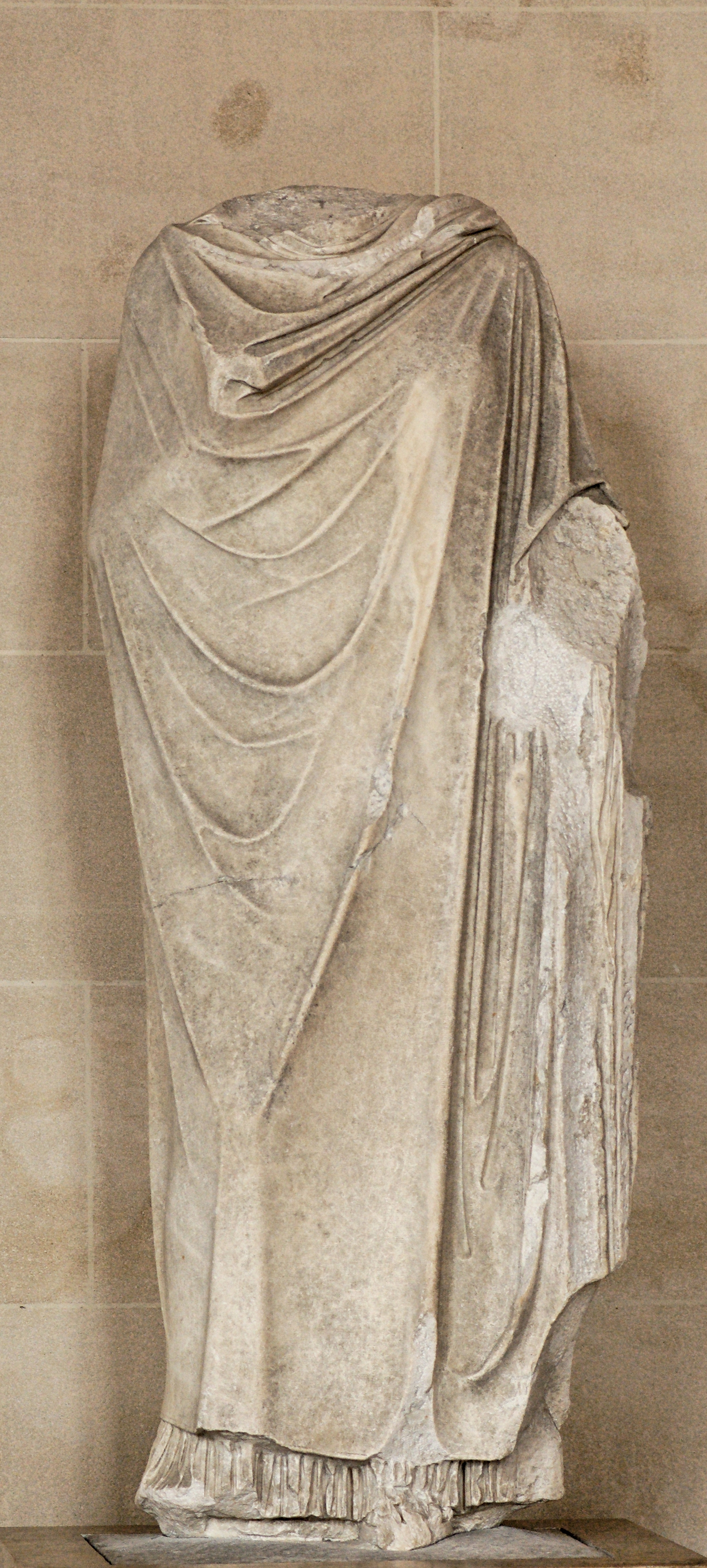
Cuerpo de la Afrodita Sosandra, copia romana del siglo I o II.
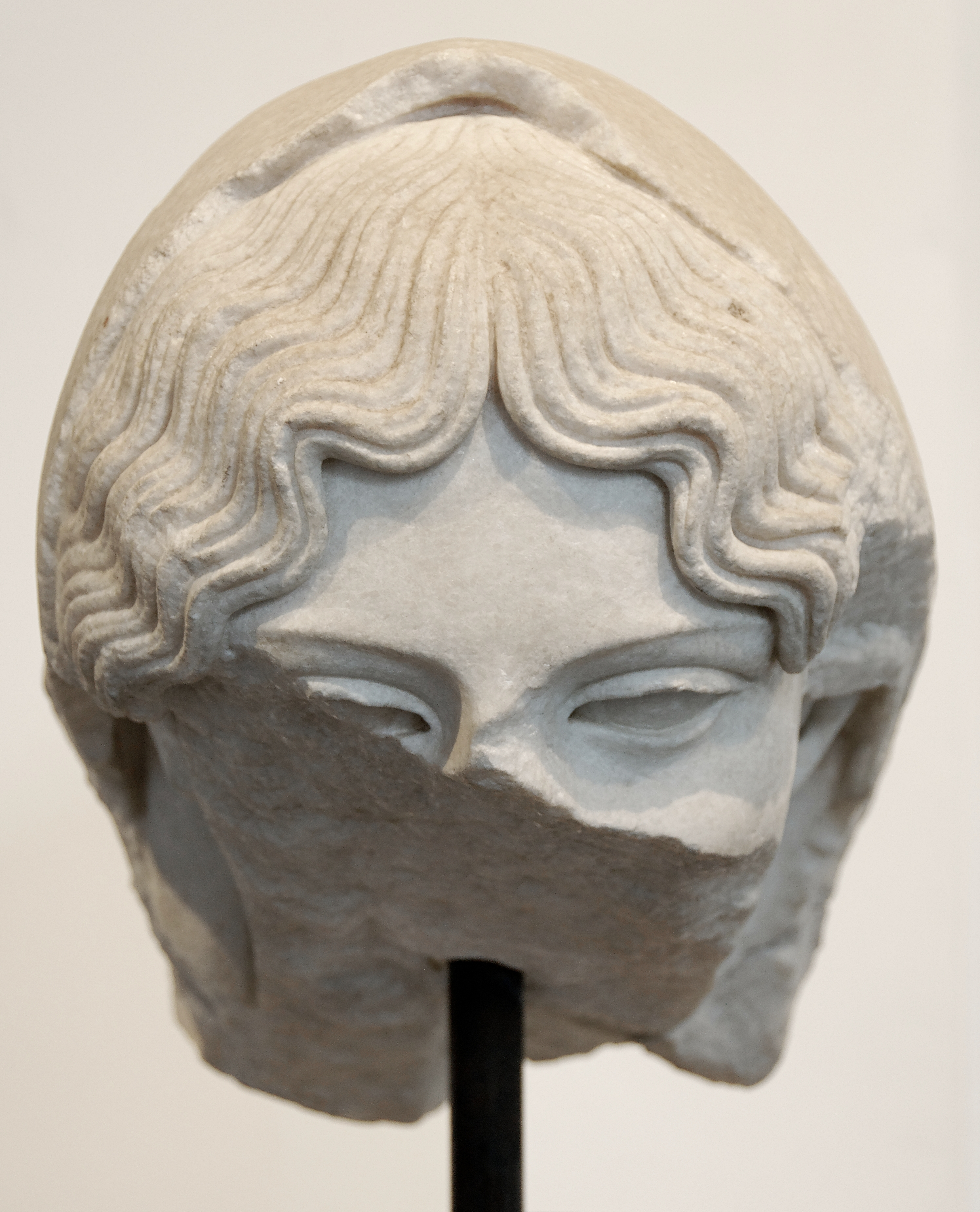
Fragmento de cabeza de la Afrodita Sosandra, copia romana del siglo II.
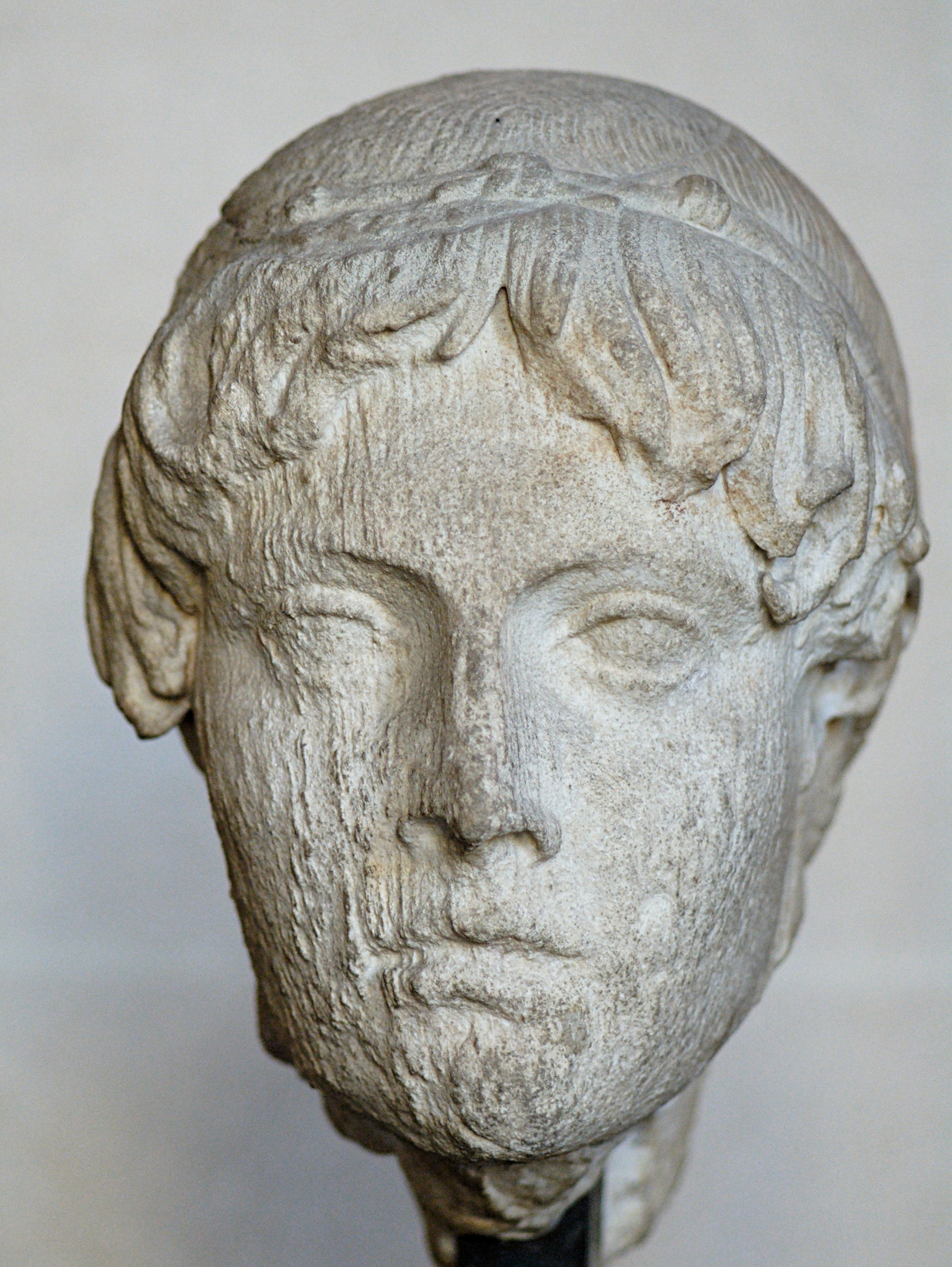
Cabeza del Apolo Ónfalos, copia romana (Museo del Louvre).